# Отто Крюґер
Отто Крюґер (англ. Otto Kruger, нар. 6 вересня 1885 — пом. 6 вересня 1974) — американський актор німецького походження. Пік його кіно кар'єри припав на 1930-і — 1940-і роки.

## Життєпис
Внучатий племінник президента Південної Африки Поля Крюгера. Отто Крюгер отримав музичну освіту. Але пізніше вирішив стати актором. Дебютував на Бродвеї у віці 15 років. Його акторська кар'єра досягла піку в 1920-х — 1930-х роках, коли він знявся у фільмі «Ланцюги» (1934) з Джоан Кроуфорд і Кларком Гейблом в головних ролях. Його амплуа було грати лиходіїв і корумпованих бізнесменів. Однією з його примітних ролей була у фільмі Дугласа Сірка «Чудова одержимість» (1954). Крюгер також зіграв другорядну роль судді Персі Метрика в фільмі «Рівно опівдні» (1952). Також знімався в ряді телевізійних серіалів. Крюгер помер в день свого 89-річчя. Він має зірку на Алеї слави в Голлівуді.

## Вибрана фільмографія
- 1932 — Леді не дозволять
- 1933 — Боксер та леді — Віллі Раян
- 1934 — Острів скарбів — доктор Лівсі
- 1934 — Ланцюги — Річард Філд
- 1936 — Дочка Дракули — Доктор Джеффрі
- 1938 — Зірка цирку — Гарвін
- 1938 — Комендант гуртожитку — Чарльз Донкін
- 1942 — Диверсант — Тобін
- 1944 — Дівчина з обкладинки /  — Джон Кудер
- 1944 — Це вбивство, моя люба
- 1944 — Буря над Лісабоном / (Storm Over Lisbon) — Алексіс Вандерлін
- 1946 — Дуель під сонцем
- 1951 — «Валентино» / (Valentino) — Марк Таверс
- 1952 — Рівно опівдні
- 1954 — Чорна вдова[1]